# Госплемстанции
Госплемстанции — посёлок в Рязанском районе Рязанской области. Входит в Искровское сельское поселение.

## География
Находится в северо-западной части Рязанской области на расстоянии приблизительно 22 км на юго-восток по прямой от вокзала станции Рязань II.

## История
Наиболее раннее доказательство существование посёлка зафиксировано на карте 1941 года (тогда коневодческий совхоз). До 1956 года здесь существовала Рязанская государственная заводская конюшня, позднее Рязанская государственная станция по племенной работе и искусственному осеменению сельскохозяйственных животных (ныне ОАО «Рязанское»).

## Население
Численность населения: 324 человека в 2002 году (русские 98 %), 352 в 2010.